# Hippolyte Turgis
Pour les articles homonymes, voir Turgis.
Hippolyte Turgis est un homme politique français né le 9 décembre 1828 à Hermanville-sur-Mer (Calvados) et mort le 8 janvier 1904 à Falaise (Calvados).
D'abord instituteur, il entreprend des études de médecine. Médecin-chef de l'hôpital de Falaise, il est maire de la ville et conseiller général. Il est sénateur du Calvados de 1891 à 1904, inscrit au groupe de la Gauche républicaine.

## Sources
- « Hippolyte Turgis », dans le Dictionnaire des parlementaires français (1889-1940), sous la direction de Jean Jolly, PUF, 1960 [détail de l’édition]